# Grand Designs
Grand Designs er et britisk tv-program, der produceres af Boundless og sendes Channel 4. Det omhandler usædvanlige og ofte ambitiøse arkitektoniske byggeprojekter. Programmet har siden den første udsendelse i april 1999 blevet præsenteret af Kevin McCloud, og der er produceret over 200 episoder og 20 sæsoner.
I hvert program følger McLoud en familie eller person i Storbritannien der enten bygger nyt eller foretager omfattende renoveringer og ombygninger på eksisterende bygninger, som det eksempelvis var tilfældet i afsnittet om Dinton Castle. Der er lavet adskillige spin-off-programmer, bl.a. Grand Designs Abroad, som omhandlede byggerier i udlandet med McLoud som vært, og i både Australien og New Zealand har man lavet nationale version af Grand Designs med egne værter som hhv. Grand Designs Australia med Peter Maddison og Grand Designs New Zealand med Chris Moller.
Programmet er blevet nomineret flere gange til BAFTA-priser i kategorien Features og den vandt i 2015.

## Hæder
| År   | Pris                  | Kategori           | Modtager                                               | Resultat  | Ref.  |
| ---- | --------------------- | ------------------ | ------------------------------------------------------ | --------- | ----- |
| 2000 | BAFTA TV Awards       | Features           | Daisy Goodwin, John Silver                             | Nomineret | [ 1 ] |
| 2004 | BAFTA TV Awards       | Features           | John Silver, Daisy Goodwin, Kevin McCloud              | Nomineret | [ 1 ] |
| 2008 | BAFTA TV Craft Awards | Director – Factual | Livia Russell                                          | Nomineret | [ 1 ] |
| 2013 | BAFTA TV Awards       | Features           | Production Team                                        | Nomineret | [ 2 ] |
| 2014 | BAFTA TV Awards       | Features           | Kevin McCloud, Fiona Caldwell, Rob Gill, John Lonsdale | Nomineret | [ 3 ] |
| 2015 | BAFTA TV Awards       | Features           | Production Team                                        | Vundet    | [ 4 ] |